# Українська біографістика
Українська біографістика = Biographistica Ukrainica — збірник наукових праць Інституту біографічних досліджень Національної бібліотеки України імені В. І. Вернадського

## Історія
Заснований у 1996 році, виходить з періодичністю 1-2 рази на рік. Друкується за рішенням Вченої ради Національної бібліотеки України імені В. І. Вернадського. Зареєстрований Атестаційною колегією МОН України як фахове видання зі спеціальностей «Історичні науки» (2015) та «Соціальні комунікації» (2015). Затверджений рішенням Атестаційної колегії МОН України як фахове видання категорії "Б" (спеціальності 029 "Інформаційна, бібліотечна та архівна справа", 032 "Історія та археологія" (2020)).
Збірник присвячений теоретичним і методичним засадам української біографістики як спеціальної історичної дисципліни; сучасним проблемам, тенденціям і перспективам розвитку української та світової біографіки та біобібліографії; питанням формування електронних біобібліографічних ресурсів; висвітленню життєвого та творчого шляху відомих діячів науки, освіти й культури України та світу; формуванню електронних біобібліографічних ресурсів, а також публікує бібліографію, рецензії та інформацію біографічного спрямування.
Збірник орієнтований на науковців, які працюють у галузі біографіки, біобібліографії, соціальних комунікацій, розбудови електронних ресурсів біографічної інформації, а також на широке коло дослідників, які цікавляться вітчизняною історією та культурою.
Матеріали подаються в рубриках: «Теоретичні і методичні проблеми біографічних досліджень», «Біографічні та генеалогічні розвідки», «Історія і культура крізь призму біографіки», «Ресурси та джерела біографічної інформації», «До історії біографічних досліджень в Україні», «Бібліографія, рецензії, інформація». 
Періодично виходять тематичні випуски.
Тексти доступні на умовах ліцензії Creative Commons із зазначенням авторства — некомерційна).

## Редакційна колегія
Станом на початок 2022: М. Г. Палієнко, д-р іст. наук, проф. (головний редак- тор); В. І. Попик, д-р іст. наук, проф., чл.-кор. НАН України (заступник головного редактора); Л. І. Буряк, д-р іст. наук, проф. (заступник головного редактора); Н. І. Любовець, канд. іст. наук (відповідальний секретар); Г. А. Александрова, д-р філол. наук; Л. Є. Василик, д-р наук із соц. комунікацій; Т. Л. Вілкул, д-р іст. наук; О. Я. Дуднік, канд. іст. наук; С. І. Жук, д-р іст. наук, Ph.D. (США); М. Замбжицька, д-р гуманітар. наук (Польща); С. Г. Іваницька, д-р іст. наук; С. С. Кіраль, д-р філол. наук, проф.; О. М. Кобєлєв, д-р наук із соц. комунікацій; Х. Колман, Ph.D. (Канада); С. І. Кравченко, д-р наук із соц. комунікацій, проф.; Г. І. Липак, канд. наук із соц. комунікацій; С. М. Ляшко, канд. іст. наук; Т. Мареш, д-р ґаб. гуманітар. наук (Польща); Н. П. Марченко, канд. іст. наук; Ж. В. Мина, канд. іст. наук; М. Новак, д-р ґаб. гуманітар. наук (Польща); Е. І. Огар, д-р наук із соц. комунікацій, проф.; Ю. М. Половинчак, д-р наук із соц. комунікацій; С. І. Посохов, д-р іст. наук, проф.; О. М. Рижко, д-р наук із соц. комунікацій; Л. В. Сніцарчук, д-р наук із соц. комунікацій, проф.; Л. М. Яременко, канд. іст. наук.